# Believe Me : Enlevée par un tueur
Pour plus de détails, voir Fiche technique et Distribution.
Believe Me : Enlevée par un tueur (Believe Me: The Abduction of Lisa McVey) est un téléfilm canadien-américain réalisé par Jim Donovan, diffusé en 2018. Il s'agit d'un fait réel ayant lieu dans la baie de Tampa en Floride, en 1984, où la jeune fille Lisa McVey (en) a été enlevée, agressée et violée pendant 26 heures avant d'être libérée, par le tueur en série Bobby Joe Long.

## Synopsis
En 1984, dans la baie de Tampa en Floride. Lisa McVey (Katie Douglas) a 17 ans. Elle vit chez sa grand-mère (Kim Horsman), qui a un petit-ami alcoolique (Bruno Verdoni). Ce dernier l'abuse sexuellement, presque toutes les nuits. Elle téléphone de temps en temps à sa sœur Lorrie (Amanda Arcuri), séparée à la suite de la demande de leur mère droguée et alcoolique (Megan Fahlenbock).
Alors qu'elle rentre de son travail à vélo, en pleine nuit, une voiture la suit : Bobby Joe Long (Rossif Sutherland) l'agresse, la fait rentrer dans sa voiture et la viole. Plus tard, il lui bande les yeux et l'emmène à son domicile, où il la viole à plusieurs reprises…

## Fiche technique
Sauf indication contraire, les informations mentionnées dans cette section peuvent être confirmées par la base de données cinématographiques IMDb,  présente dans la section « Liens externes ».
- Titre original : Believe Me: The Abduction of Lisa McVey
- Titre français : Believe Me : Enlevée par un tueur
- Réalisation : Jim Donovan
- Scénario : Christina Welsh, d'après le livre Smoldering Embers de Joy Wellman et Lisa McVey[2]
- Musique : Keegan Jessamy et Bryce Mitchell
- Direction artistique : Ashley Devereux
- Décors : Helen Kotsonis
- Photographie : Sasha Moric
- Montage : Lisa Grootenboer
- Production : Charles Tremayne et Jeff Vanderwal
- Société de production : n/a
- Société de distribution : Lifetime
- Pays d'origine :  Canada /  États-Unis
- Langue originale : anglais
- Format : couleur
- Genres : drame biographique ; policier
- Durée : 87 minutes
- Date de première diffusion :
  - États-Unis : 30 septembre 2018

## Distribution
- Katie Douglas : Lisa McVey (en)
  - Deanna Interbartolo : Lisa McVey, jeune
- David James Elliott : l'inspecteur Larry Pinkerton
- Rossif Sutherland : Bobby Joe Long
- Amanda Arcuri : Lorrie McVey, la sœur
- Chris Owens : l'inspecteur Wolf
- Bruno Verdoni : Morris Elwood, le compagnon de Diane
- Megan Fahlenbock : Betty McVey, la mère
- Kim Horsman : la grand-mère Diane
- Catherine Tait : la tante Carol
- Lisa McVey Noland : elle-même

## Distinctions

### Récompenses
- Canadian Cinema Editors Awards 2019 : meilleur montage pour Lisa Grootenboer
- Prix Écrans canadiens 2020 :
  - Meilleur scénario original pour Christina Welsh
  - Meilleur téléfilm pour les producteurs Jeff Vanderwal et Charles Tremayne
  - Meilleure actrice pour Katie Douglas

### Nominations
- Guilde canadienne des réalisateurs 2019 :
  - Meilleurs décors pour Helen Kotsonis
  - Meilleur montage pour Lisa Grootenboer
  - Meilleur montage sonore pour Brian Eimer et Michael Bonini
- Prix ACTRA 2019 : meilleure actrice pour Katie Douglas
- Prix Écrans canadiens 2020 :
  - Meilleur acteur dans un second rôle pour Rossif Sutherland
  - Meilleur réalisateur pour Jim Donovan
  - Meilleur photographe pour Sasha Moric